# 三芳町 (愛媛県)
三芳町（みよしちょう）は愛媛県の東予地方、周桑郡にあった町である。旧桑村郡。
ゆるやかな丘陵上に広がる農村地帯である。「三芳」の名は、JR四国の予讃線伊予三芳駅のほか、合併後も三芳支所、三芳公民館、三芳小学校などに残り、地域一帯の名称として広く定着している。

## 地理
三芳町の地域は、庄内地区に源流を発し燧灘に注ぐ大明神川（だいみょうじんがわ）の北岸（左岸）一帯に当たる。大明神川は天井川であり、予讃線は短いながらもトンネルで大明神川をくぐるというめずらしい形を取っている。
東予市の北西の位置にあり、東予市の面積の約半分を占める。東部は燧灘に面した遠浅の海岸である。

## 歴史
- 1889年（明治22年）10月1日 - 町村制施行により、黒本村と中村が合併し、桑村郡三芳村となる。楠村と河原津村が合併し、桑村郡楠河村となる。大野村、宮ノ内村、且之上村、河之内村、福成寺村、実報寺村、黒谷村が合併し、桑村郡庄内村となる。
- 1897年（明治30年）4月18日 - 桑村郡が周敷郡と合併して周桑郡となる。
- 1955年（昭和30年）1月1日 - 三芳村、楠河村、庄内村が合併し、三芳町となる。
- 1971年（昭和46年）1月1日 - 周桑郡壬生川町と合併し、東予町になる。三芳町の自治体としての歴史はここで閉じた。

```
三芳町の系譜
（町村制実施以前の村）　（明治期）　　　　　（昭和の合併）　　　　　（平成の合併）
　　　　　　　　　　　　町村制施行時
黒本　━━━━┓　　　　　　　　　　　昭和30年1月1日
　　　　　　　┣━━三芳村━━━━┓  合併・
中村　━━━━┛　　　　　　　　　┃　町制施行
　　　　　　　　　　楠河村━━━━╋━━三芳町━━━━━┓昭和46年1月1日　昭和47年10月1日
　　　　　　　　　　庄内村━━━━┛　　　　　　　　　　┃　合併　　　　　　市制施行
　　　　　　　　　　　　　　　あ　　　い　　　う　　　　┣東予町━━━東予市━┓
　　　　　　　　　　壬生川村━壬生川町┳━┳━━━━━━┛　　　　　　　　　　┃
　　　　　　　　　　多賀村━━━━━━┛　┃　　　　　　　　　　　　　　　　　┃
　　　　　　　　　　吉井村━━━━━━━━┫　　　　　　　　　　　　　　　　　┃
　　　　　　　　　　周布村━━━━━━━━┫　　　　　　　　　　　　　　　　　┃
　　　　　　　　　　国安村━━━━━━━━┫　　　　　　　　　　　　　　　　　┃
　　　　　　　　　　吉岡村━━━━━━━━┛　　　　　　　　　　　　　　　　　┃
　　　　　　　　　　　　　　　　　　　　　　　　　　　　　　　　　　　　　　　┃平成16年11月1日
　　　　　　　　　　　　　　　　　　　　　　　　　　　　　　　　　　　　　　　┃新設合併、
　　　　　　　　　　　　　　　　　　　　　　　　　　　　　　　　　　　　　　　┃新・西条市発足
　　　　　　　　　　　　　　　　　　　　　　　　　　　　　　　　西条市━━━━╋━━西条市
　　　　　　　　　　　　　　　　　　　　　　　　　　　　　　　　丹原町━━━━┫
　　　　　　　　　　　　　　　　　　　　　　　　　　　　　　　　小松町━━━━┛

あ　明治34年6月14日　町制施行、壬生川町となる
い　昭和15年10月1日 壬生川町・多賀村が合併し壬生川町に
う　昭和30年1月1日 壬生川町・吉井村・周布村・国安村・吉岡村が合併し壬生川町に
（注記）三芳村以外の合併以前の系譜はそれぞれの市町村の記事を参照のこと。

```